# Lista odcinków serialu Tożsamość szpiega
Poniżej znajduje się lista odcinków serialu telewizyjnego Tożsamość szpiega – emitowanego przez amerykańską stację telewizjną USA Network od 28 czerwca 2008 W Polsce natomiast jest emitowany przez stację AXN od 5 października 2010 oraz TV Puls od 3 września 2008
| Sezon | Sezon | Odcinki | Oryginalna emisja | Oryginalna emisja | Oryginalna emisja   | Oryginalna emisja | Oryginalna emisja |
| Sezon | Sezon | Odcinki | Premiera sezonu   | Finał sezonu      | Premiera sezonu     | Finał sezonu      |                   |
| ----- | ----- | ------- | ----------------- | ----------------- | ------------------- | ----------------- | ----------------- |
|       | 1     | 12      | 28 czerwca 2007   | 20 września 2007  | 5 października 2010 | 20 grudnia 2010   |                   |
|       | 2     | 16      | 10 lipca 2008     | 5 marca 2009      | 4 stycznia 2011     | 19 kwietnia 2011  |                   |
|       | 3     | 16      | 4 czerwca 2009    | 4 marca 2010      | 26 kwietnia 2011    | 9 sierpnia 2011   |                   |
|       | 4     | 18      | 3 czerwca 2010    | 16 grudnia 2010   | 30 maja 2012        | 26 września 2012  |                   |
|       | 5     | 18      | 23 czerwca 2011   | 15 grudnia 2011   | 4 stycznia 2014     | 1 marca 2014      |                   |
|       | 6     | 18      | 14 czerwca 2012   | 20 grudnia 2012   | brak danych         | brak danych       |                   |
|       | 7     | 13      | 6 czerwca 2013    | 12 września 2013  | brak danych         | brak danych       |                   |

## Sezon 1 (2007)
| #  | Tytuł             | Reżyseria        | Scenariusz                     | Premiera         | Premiera AXN         |
| -- | ----------------- | ---------------- | ------------------------------ | ---------------- | -------------------- |
| 1  | „Pilot”           | Jace Alexander   | Matt Nix                       | 28 czerwca 2007  | 5 października 2010  |
| 2  | „Identity”        | Rod Hardy        | Matt Nix                       | 5 lipca 2007     | 12 października 2010 |
| 3  | „Fight or Flight” | Colin Bucksey    | Craig O'Neill, Jason Tracey    | 12 lipca 2007    | 19 października 2010 |
| 4  | „Old Friends”     | David Solomon    | Alfredo Barrios, Jr.           | 19 lipca 2007    | 26 października 2010 |
| 5  | „Family Business” | Sandy Bookstaver | Matt Nix                       | 26 lipca 2007    | 2 listopada 2010     |
| 6  | „Unpaid Debts”    | Paul Holahan     | Nick Thiel                     | 2 sierpnia 2007  | 9 listopada 2010     |
| 7  | „Broken Rules”    | Tim Matheson     | Mere Smith                     | 9 sierpnia 2007  | 16 listopada 2010    |
| 8  | „Wanted Man”      | Ken Girotti      | Craig O'Neill, Jason Tracey    | 16 sierpnia 2007 | 23 listopada 2010    |
| 9  | „Hard Bargain”    | John Kretchmer   | Alfredo Barrios, Jr            | 23 sierpnia 2007 | 30 listopada 2010    |
| 10 | „False Flag”      | Paul Shapiro     | Matt Nix, Ben Watkins          | 13 września 2007 | 6 grudnia 2010       |
| 11 | „Dead Drop”       | Jeremiah Chechik | Craig O'Neill, Jason Tracey    | 20 września 2007 | 13 grudnia 2010      |
| 12 | „Loose Ends”      | Stephen Surjik   | Matt Nix, Alfredo Barrios, Jr. | 20 września 2007 | 20 grudnia 2010      |

## Sezon 2 (2008–2009)
| #  | Tytuł                    | Reżyseria           | Scenariusz                             | Premiera         | Premiera AXN     |
| -- | ------------------------ | ------------------- | -------------------------------------- | ---------------- | ---------------- |
| 1  | „Breaking and Entering”  | Paul Holahan        | Matt Nix                               | 10 lipca 2008    | 4 stycznia 2011  |
| 2  | „Turn and Burn”          | John Kretchmer      | Alfredo Barrios, Jr                    | 17 lipca 2008    | 11 stycznia 2011 |
| 3  | „Trust Me”               | Paul Holahan        | Craig O'Neill, Jason Tracey            | 24 lipca 2008    | 18 stycznia 2011 |
| 4  | „Comrades”               | John Kretchmer      | Matt Nix, Jason Ning                   | 31 lipca 2008    | 25 stycznia 2011 |
| 5  | „Scatter Point”          | Rod Hardy           | Ben Watkins                            | 7 sierpnia 2008  | 1 lutego 2011    |
| 6  | „Bad Blood”              | Bronwen Hughes      | Matt Nix, Rashad Raisani               | 14 sierpnia 2008 | 8 lutego 2011    |
| 7  | „Rough Seas”             | Jeremiah Chechik    | Alfredo Barrios, Jr., Michael Horowitz | 21 sierpnia 2008 | 15 lutego 2011   |
| 8  | „Double Booked”          | Tim Matheson        | Craig O'Neill, Jason Tracey            | 11 września 2008 | 22 lutego 2011   |
| 9  | „Good Soldier”           | Jeff Freilich       | Alfredo Barrios, Jr.                   | 18 września 2008 | 1 marca 2011     |
| 10 | „Do No Harm”             | Matt Nix            | Matt Nix                               | 22 stycznia 2009 | 8 marca 2011     |
| 11 | „Hot Spot”               | Stephen Surjik      | Ben Watkins                            | 29 stycznia 2009 | 15 marca 2011    |
| 12 | „Seek and Destroy”       | Scott Peters        | Rashad Raisani                         | 5 lutego 2009    | 22 marca 2011    |
| 13 | „Bad Breaks”             | John Kretchmer      | Michael Horowitz                       | 12 lutego 2009   | 29 marca 2011    |
| 14 | „Truth & Reconciliation” | Ernest R. Dickerson | Alfredo Barrios, Jr.                   | 19 lutego 2009   | 5 kwietnia 2011  |
| 15 | „Sins of Omission”       | Dennie Gordon       | Craig O'Neill, Jason Tracey            | 26 lutego 2009   | 12 kwietnia 2011 |
| 16 | „Lesser Evil”            | Tim Matheson        | Matt Nix                               | 5 marca 2009     | 19 kwietnia 2011 |

## Sezon 3 (2009–2010)
| #  | Tytuł                 | Reżyseria             | Scenariusz             | Premiera         | Premiera AXN     |
| -- | --------------------- | --------------------- | ---------------------- | ---------------- | ---------------- |
| 1  | Friends and Family”   | Tim Matheson          | Matt Nix               | 4 czerwca 2009   | 26 kwietnia 2011 |
| 2  | „Question and Answer” | John T. Kretchmer     | Alfredo Barrios, Jr.   | 11 czerwca 2009  | 3 maja 2011      |
| 3  | „End Run”             | Dennie Gordon         | Craig O'Neill          | 18 czerwca 2009  | 10 maja 2011     |
| 4  | „Fearless Leader”     | John T. Kretchmer     | Michael Horowitz       | 25 czerwca 2009  | 17 maja 2011     |
| 5  | „Signals and Codes”   | Jeremiah Chechik      | Jason Tracey           | 9 lipca 2009     | 24 maja 2011     |
| 6  | „The Hunter”          | Bryan Spicer          | Ryan Johnson, Lisa Joy | 16 lipca 2009    | 31 maja 2011     |
| 7  | „Shot in the Dark”    | Ernest R. Dickerson   | Ben Watkins            | 23 lipca 2009    | 7 czerwca 2011   |
| 8  | „Friends Like These”  | Félix Enríquez Alcalá | Rashad Raisani         | 30 lipca 2009    | 14 czerwca 2011  |
| 9  | „Long Way Back”       | Jeff Freilich         | Craig O'Neill          | 6 sierpnia 2009  | 21 czerwca 2011  |
| 10 | „A Dark Road”         | John T. Kretchmer     | Matt Nix               | 21 stycznia 2010 | 28 czerwca 2011  |
| 11 | „Friendly Fire”       | Terry Miller          | Alfredo Barrios, Jr.   | 28 stycznia 2010 | 5 lipca 2011     |
| 12 | „Noble Causes”        | Michael Zinberg       | Ben Watkins            | 4 lutego 2010    | 12 lipca 2011    |
| 13 | „Enemies Closer”      | Kevin Bray            | Jason Tracey           | 11 lutego 2010   | 19 lipca 2011    |
| 14 | „Partners in Crime”   | Dirk Craft            | Michael Horowitz       | 18 lutego 2010   | 26 lipca 2011    |
| 15 | „Good Intentions”     | Dennie Gordon         | Rashad Raisani         | 25 lutego 2010   | 2 sierpnia 2011  |
| 16 | „Devil You Know”      | Matt Nix              | Matt Nix               | 4 marca 2010     | 9 sierpnia 2011  |

## Sezon 4 (2010)
| #  | Tytuł                 | Reżyseria        | Scenariusz                    | Premiera          | Premiera AXN     |
| -- | --------------------- | ---------------- | ----------------------------- | ----------------- | ---------------- |
| 1  | „Friends and Enemies” | Tim Matheson     | Matt Nix                      | 3 czerwca 2010    | 30 maja 2012     |
| 2  | „Fast Friends”        | Dennie Gordon    | Rashad Raisani                | 10 czerwca 2010   | 6 czerwca 2012   |
| 3  | „Made Man”            | Jeffrey Donovan  | Alfredo Barrios, Jr.          | 17 czerwca 2010   | 13 czerwca 2012  |
| 4  | „Breach of Faith”     | Jeremiah Chechik | Ben Watkins                   | 24 czerwca 2010   | 20 czerwca 2012  |
| 5  | „Neighborhood Watch”  | Kevin Bray       | Michael Horowitz              | 1 lipca 2010      | 27 czerwca 2012  |
| 6  | „Entry Point”         | Jeffrey Hunt     | Craig O'Neill                 | 15 lipca 2010     | 4 lipca 2012     |
| 7  | „Past & Future Tense” | Jeremiah Chechik | Jason Tracey                  | 22 lipca 2010     | 11 lipca 2012    |
| 8  | „Where There’s Smoke” | Kevin Bray       | Lisa Joy                      | 29 lipca 2010     | 18 lipca 2012    |
| 9  | „Center of the Storm” | Colin Bucksey    | Ryan Johnson, Peter Lalayanis | 5 sierpnia 2010   | 25 lipca 2012    |
| 10 | „Hard Time”           | Dennie Gordon    | Alfredo Barrios, Jr.          | 12 sierpnia 2010  | 1 sierpnia 2012  |
| 11 | „Blind Spot”          | Michael Smith    | Michael Horowitz              | 19 sierpnia 2010  | 8 sierpnia 2012  |
| 12 | „Guilty as Charged”   | Jeremiah Chechik | Matt Nix                      | 26 sierpnia 2010  | 15 sierpnia 2012 |
| 13 | „Eyes Open”           | Dennie Gordon    | Jason Tracey                  | 11 listopada 2010 | 22 sierpnia 2012 |
| 14 | „Hot Property”        | Jonathan Frakes  | Rashad Raisani                | 18 listopada 2010 | 29 sierpnia 2012 |
| 15 | „Brotherly Love”      | Terry Miller     | Ben Watkins                   | 2 grudnia 2010    | 5 września 2012  |
| 16 | „Dead or Alive”       | Peter Markle     | Lisa Joy                      | 9 grudnia 2010    | 12 września 2012 |
| 17 | „Out of the Fire”     | Marc Roskin      | Craig O'Neill                 | 9 grudnia 2010    | 19 września 2012 |
| 18 | „Last Stand”          | Stephen Surjik   | Matt Nix                      | 16 grudnia 2010   | 26 września 2012 |

## Sezon 5 (2011)
| #  | Tytuł               | Reżyseria            | Scenariusz                    | Premiera          | Premiera         |
| -- | ------------------- | -------------------- | ----------------------------- | ----------------- | ---------------- |
| 1  | „Company Man”       | Stephen Surjik       | Matt Nix                      | 23 czerwca 2011   | 4 stycznia 2014  |
| 2  | „Bloodlines”        | Colin Bucksey        | Alfredo Barrios, Jr           | 30 czerwca 2011   | 4 stycznia 2014  |
| 3  | „Mind Games”        | Scott Peters         | Michael Horowitz              | 7 lipca 2011      | 11 stycznia 2014 |
| 4  | „No Good Deed”      | Jeremiah Chechik     | Rashad Raisani. Ben Watkins   | 14 lipca 2011     | 11 stycznia 2014 |
| 5  | „Square One”        | Marc Roskin          | Ryan Johnson, Peter Lalayanis | 21 lipca 2011     | 18 stycznia 2014 |
| 6  | „Enemy of My Enemy” | Jonathan Frakes      | Jason Tracey                  | 28 lipca 2011     | 18 stycznia 2014 |
| 7  | „Besieged”          | Stephen Surjik       | Craig O'Neill                 | 4 sierpnia 2011   | 25 stycznia 2014 |
| 8  | „Hard Out”          | Craig Siebels        | Rashad Raisani                | 11 sierpnia 2011  | 25 stycznia 2014 |
| 9  | „Eye for an Eye”    | Jeremiah Chechik     | Michael Horowitz              | 18 sierpnia 2011  | 1 lutego 2014    |
| 10 | „Army of One”       | Tawnia McKiernan     | Alfredo Barrios, Jr.          | 25 sierpnia 2011  | 1 lutego 2014    |
| 11 | „Better Halves”     | Michael Smith        | Lisa Joy                      | 1 września 2011   | 8 lutego 2014    |
| 12 | „Dead to Rights”    | Matt Nix             | Jason Tracey                  | 8 września 2011   | 8 lutego 2014    |
| 13 | „Damned If You Do”  | Stephen Surjik       | Matt Nix                      | 3 listopada 2011  | 15 lutego 2014   |
| 14 | „Breaking Point”    | Renny Harlin         | Ben Watkins, Rashad Raisani   | 10 listopada 2011 | 15 lutego 2014   |
| 15 | „Necessary Evil”    | Alfredo Barrios, Jr. | Craig O'Neill                 | 17 listopada 2011 | 22 lutego 2014   |
| 16 | „Depth Perception”  | Craig Siebels        | Peter Lalayanis, Ryan Johnson | 1 grudnia 2011    | 22 lutego 2014   |
| 17 | „Acceptable Loss”   | Jonathan Frakes      | Ben Watkins                   | 8 grudnia 2011    | 1 marca 2014     |
| 18 | „Fail Safe”         | Renny Harlin         | Matt Nix                      | 15 grudnia 2011   | 1 marca 2014     |

## Sezon 6 (2012)
| #  | Tytuł                | Reżyseria           | Scenariusz                    | Premiera          | Premiera    |
| -- | -------------------- | ------------------- | ----------------------------- | ----------------- | ----------- |
| 1  | „Scorched Earth”     | Stephen Surjik      | Matt Nix                      | 14 czerwca 2012   | brak danych |
| 2  | „Mixed Messages”     | Jeffrey Donovan     | Alfredo Barrios, Jr.          | 21 czerwca 2012   | brak danych |
| 3  | „Last Rites”         | Nick Gomez          | Ben Watkins                   | 28 czerwca 2012   | brak danych |
| 4  | „Under the Gun”      | Dennie Gordon       | Michael Horowitz              | 12 lipca 2012     | brak danych |
| 5  | „Split Decision”     | Scott Peters        | Ryan Johnson, Peter Lalayanis | 19 lipca 2012     | brak danych |
| 6  | „Shock Wave”         | Renny Harlin        | Jason Tracey                  | 26 lipca 2012     | brak danych |
| 7  | „Reunion”            | Craig Siebels       | Rashad Raisani                | 2 sierpnia 2012   | brak danych |
| 8  | „Unchained”          | Alfredo Barrios, Jr | Alfredo Barrios, Jr           | 9 sierpnia 2012   | brak danych |
| 9  | „Official Business”  | Jonathan Frakes     | Bridget Tyler                 | 16 sierpnia 2012  | brak danych |
| 10 | „Desperate Times”    | Renny Harlin        | Craig O'Neill                 | 23 sierpnia 2012  | brak danych |
| 11 | „Desperate Measures” | Stephen Surjik      | Michael Horowitz              | 8 listopada 2012  | brak danych |
| 12 | „Means & Ends”       | Ron Underwood       | Jason Tracey                  | 8 listopada 2012  | brak danych |
| 13 | „Over the Line”      | Marc Roskin         | Ben Watkins                   | 15 listopada 2012 | brak danych |
| 14 | „Down & Out”         | Henry Bronchtein    | Daniel Tuch, Matt Nix         | 29 listopada 2012 | brak danych |
| 15 | „Best Laid Plans”    | Nick Gomez          | Rashad Raisani                | 6 grudnia 2012    | brak danych |
| 16 | „Odd Man Out”        | Marc Roskin         | Ryan Johnson, Peter Lalayanis | 13 grudnia 2012   | brak danych |
| 17 | „You Can Run”        | Nick Gomez          | Craig O'Neill                 | 20 grudnia 2012   | brak danych |
| 18 | „Game Change”        | Matt Nix            | Matt Nix                      | 6 grudnia 2012    | brak danych |

## Sezon 7 (2013)
| #  | Tytuł                   | Reżyseria        | Scenariusz                         | Premiera         | Premiera    |
| -- | ----------------------- | ---------------- | ---------------------------------- | ---------------- | ----------- |
| 1  | „New Deal”              | Stephen Surjik   | Matt Nix                           | 6 czerwca 2013   | brak danych |
| 2  | „Forget Me Not”         | Jeffrey Donovan  | Ben Watkins                        | 13 czerwca 2013  | brak danych |
| 3  | „Down Range”            | Scott Peters     | Craig O’Neill                      | 20 czerwca 2013  | brak danych |
| 4  | „Brothers In Arms”      | Dennie Gordon    | Alfredo Barrios, Jr.               | 27 czerwca 2013  | brak danych |
| 5  | „Exit Plan”             | Marc Roskin      | Michael Horowitz                   | 11 lipca 2013    | brak danych |
| 6  | „All or Nothing”        | Jonathan Frakes  | Rashad Raisani                     | 18 lipca 2013    | brak danych |
| 7  | „Psychological Warfare” | Larry Teng       | Ryan Johnson & Peter Lalayanis     | 25 lipca 2013    | brak danych |
| 8  | „Nature of the Beast”   | Tawnia McKiernan | Bridget Tyler                      | 1 sierpnia 2013  | brak danych |
| 9  | „Bitter Pill”           | Bill Eagles      | Alfredo Barrios, Jr. & Daniel Tuch | 8 sierpnia 2013  | brak danych |
| 10 | „Things Unseen”         | Craig Siebels    | Ben Watkins & Craig O’Neill        | 15 sierpnia 2013 | brak danych |
| 11 | „Tipping Point”         | Scott Peters     | Rashad Raisani & Michael Horowitz  | 22 sierpnia 2013 | brak danych |
| 12 | „Sea Change”            | Stephen Surjik   | Ryan Johnson & Peter Lalayanis     | 5 września 2013  | brak danych |
| 13 | „Reckoning”             | Matt Nix         | Matt Nix                           | 12 września 2013 | brak danych |